# Enterobius
Enterobius – rodzaj nicieni z rodziny Oxyuridae.
Przedstawiciele rodzaju:
- Enterobius vermicularis - owsik ludzki